# Manteca de frutos secos

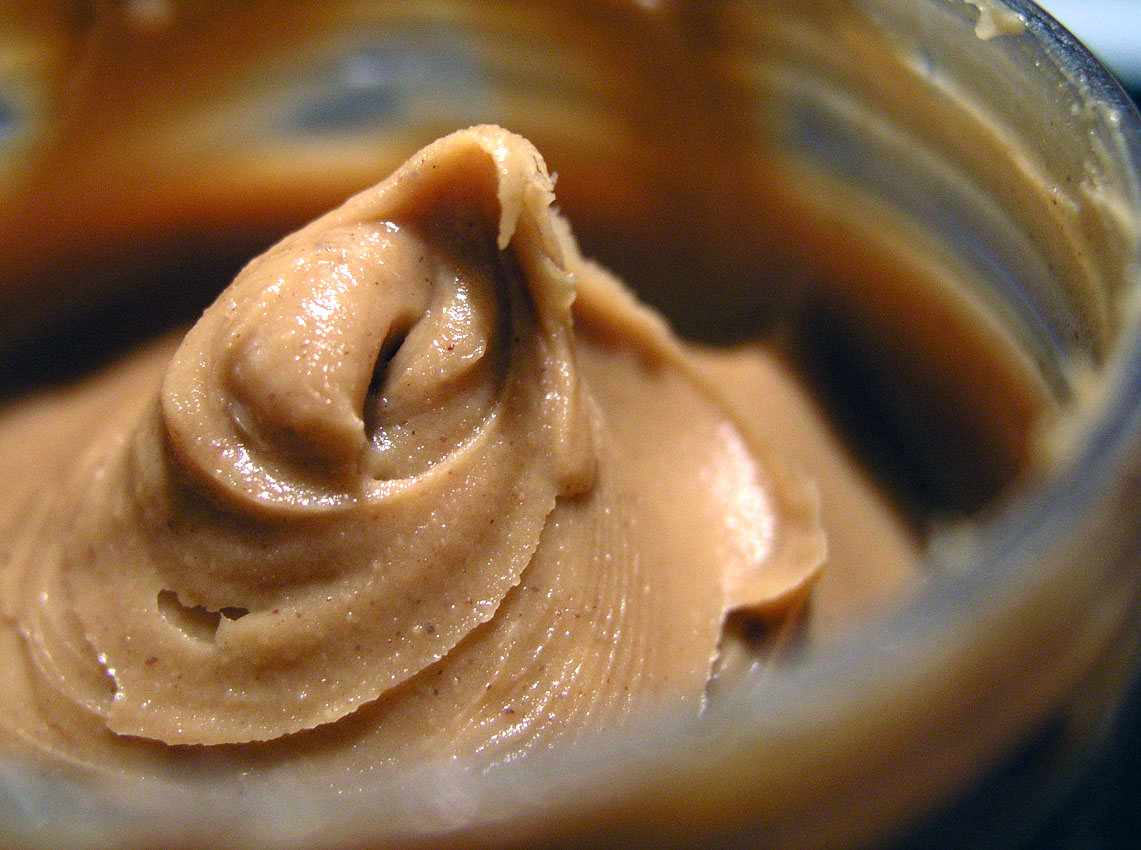
Manteca de cacahuete.

La manteca de frutos secos es un alimento untable que se elabora machacando frutos secos. El resultado tiene un alto contenido graso y puede untarse como mantequilla. Se consideran como tal:
- Manteca de almendra
- Manteca de anacardo
- Manteca de avellana
- Manteca de castaña
- Manteca de macadamia
- Manteca de pacana
- Manteca de pistacho
- Manteca de semilla de calabaza
- Manteca de semilla de girasol
- Manteca de semilla de sésamo (normalmente llamada tahina)
- Manteca de soja
- Mantequilla de cacahuete

Estas mantecas son ricas en proteína, fibra y ácidos grasos esenciales, y pueden emplearse como sucedáneos de la mantequilla y la margarina.

## Valores nutricionales
Las propiedades nutricionales de algunas mantecas de frutos secos son:
| Manteca                               | Calorías (1 cucharada) | Proteína (g) | Grasa (g) | Calcio (mg) | Zinc (mg) |
| ------------------------------------- | ---------------------- | ------------ | --------- | ----------- | --------- |
| Manteca de almendra                   | 101                    | 2,4          | 9,5       | 43          | 0,5       |
| Manteca de anacardo                   | 93                     | 2,8          | 8         | 7           | 0,8       |
| Manteca de avellana                   | 94                     | 2            | 9,5       | N/D         | N/D       |
| Manteca de maní (natural)             | 94                     | 3,8          | 8         | 7           | 0,4       |
| Manteca de maní (baja en grasa)       | 95                     | 4            | 6         | N/D         | 0,4       |
| Manteca de semilla de girasol         | 80                     | 3            | 7         | N/D         | N/D       |
| Manteca de soja (endulzada)           | 85                     | 4            | 5,5       | 50          | N/D       |
| Manteca de soja (sin endulzar)        | 80                     | 4            | 6,5       | 30          | N/D       |
| Manteca de soja (endulcorada)         | 50                     | 2            | 1,2       | 40          | N/D       |
| Tahina (manteca de semilla de sésamo) | 89                     | 2,6          | 8         | 64          | 0,7       |